# Lijst van personages uit Supernatural
Dit is een lijst van personages uit de Amerikaanse televisieserie Supernatural.

## Dean Winchester
Dean Winchester is de oudste van de twee broers en vernoemd naar z'n oma, Deanna Campbell. Hij was 4 jaar ten tijde van de moord op Mary Winchester en heeft sindsdien altijd op z'n broertje Sam moeten passen wanneer John weer op jacht ging naar demonen. Ook heeft hij van vroeg af aan al geleerd met wapens en spreuken om te gaan om zichzelf en Sam te kunnen beschermen. Toen zowel hij als Sam volwassen waren, koos Sam voor het studentenleven terwijl Dean bij John bleef om de moordenaar van hun moeder te vinden. Dean is degene die Sam opspoort om John te vinden nadat hij verdween op een jachttrip.
Hij houdt een wrok tegenover z'n vader nadat hij z'n ziel heeft opgeofferd om Dean te redden, en wordt harteloos wanneer iemand Sam iets dreigt aan te doen. Wanneer Sam dan ook komt te overlijden maakt Dean een deal met de Crossroad Demon om Sam terug te halen. Er zit echter wel een prijskaartje aan; Dean krijgt nog één jaar te leven, en dan zal hij zelf vermoord worden. Nadat het jaar op is, wordt Dean meegenomen door de hellehonden en verblijft 40 jaar in de Hel. Hier wordt hij dag in, dag uit gemarteld door de demon Alastair, die hem ook elke dag weer aanbiedt te stoppen, in ruil dat Dean zelf gaat martelen. De eerste 30 jaar weigert Dean dit, maar de laatste 10 jaar accepteert hij het, en martelt hij zielen die binnenkomen. Hierdoor wordt de eerste zegel voor Lucifers herrijzing verbroken, en Dean kan niet leven met het feit dat hij verantwoordelijk is voor Lucifers machtstoename. Nadat de poort naar Hel werd geopend, is Dean ervan op de hoogte gebracht dat hij de gastheer is van Arch Engel Michael, iets waar Dean totaal niet op zit te wachten.
Hoewel Dean op het eerste gezicht een oppervlakkige, kinderachtige flirt lijkt die altijd maar bevelen aanneemt van John en gek is op z'n auto, blijkt dat er veel meer in hem schuilt dan mensen denken. Tijdens confrontaties met demonen of ruzies met Sam komt Deans ware aard naar boven, dat van een volwassen man die doodsbang is om z'n familie te verliezen en vecht om hen te redden, zelfs als dat betekent dat hij z'n eigen leven er voor moet geven. Hij voelt zich altijd achtergesteld omdat Sam door iedereen wordt gezien als de mens met gaven, terwijl Dean dat niet heeft.
Dean wordt gespeeld door Jensen Ackles, door Ridge Canipe als jong kind en door Brock Kelly als tiener.

## Sam Winchester
Sam Winchester is de tweede zoon van John en Mary Winchester en vernoemd naar z'n opa, Samuel Campbell. Hij was slechts 6 maanden oud toen Azazel langs kwam, hem infecteerde en vervolgens Mary vermoordde. Sam was de "zwakke" van het stel, de gene die niets met het bovennatuurlijke te maken wilde hebben en als jong kind vaak aan Dean hing omdat hun vader altijd weg was. Hierdoor had hij ook vaak ruzie met John, wat op een dag zo uit de hand liep dat Sam, toen al aan het eind van z'n tienerjaren, wegliep en niet meer omkeek. Hij startte een studentenleven en ontmoette Jessica, met wie hij een relatie kreeg. Ze waren al 2 jaar bij elkaar toen Dean ineens op de stoep stond en Sam meenam om hun vader te vinden. Wanneer Sam ook Jessica aan het plafond gepind was, zoals Mary, besluit hij met Dean verder te reizen om Azazel te vinden.
Lange tijd heeft Sam niet begrepen waarmee hij geïnfecteerd was als klein kind, totdat hij visioenen begint te krijgen. Hij en Dean komen erachter dat Azazel demonenbloed in Sams mond heeft laten vallen en Sam daardoor deze dingen kan. Hij is "uitverkorene", samen met enkele andere kinderen wie ook geïnfecteerd waren. Azazel onthult zijn plan, wat inhoudt dat er maar één geïnfecteerde kan winnen, de rest moet dood. Sam sterft door toedoen van een van de anderen, maar wordt weer tot leven gewekt door een Crossroad Demon die een deal heeft gemaakt met Dean. Sam en Dean gaan op pad om Dean te helpen, en ontmoeten Ruby, een voormalige heks die tegenwoordig een demon is. Ruby besluit hen te helpen, maar heeft vooral haar oog op Sam laten vallen, en besluit hem te helpen met z'n krachten. Sams krachten nemen sterk toe en is op dit moment zelfs instaat om demonen eigenhandig uit te drijven en te vermoorden zonder Latijns spreukenboek. Sam is ook de gastheer voor Lucifer nadat hij uit de Hel werd bevrijd.
Sam is altijd het onderdeurtje geweest die niets met demonen te maken wilde hebben, waardoor hij in Johns ogen zwak was. Sam leert voor zichzelf op te komen in school, waar hij regelmatig gepest wordt. Hoewel hij eerst achterlag qua kwaliteiten en talenten op Dean, heeft hij hem ingehaald en herhaalt regelmatig tegen Dean dat hij een betere jager is geworden dan hij.
Sam wordt gespeeld door Jared Padalecki, door Alexis Ferris als klein kind en door Colin Ford als tiener.

## John Winchester
John Winchester is de vader van Dean en Sam, en was een liefdevolle man die in het leger zat. Tot de avond van 2 november 1983, toen zijn vrouw Mary werd vermoord door Azazel en zijn huis opging in vlammen. Hoewel John toen nog niet wist dat er demonen bestonden, is hij wel op onderzoek uit gegaan en ontdekte uiteindelijk het bovennatuurlijke bestaan. Hij is met z'n zoons uit Kansas vertrokken en op jacht gegaan naar Azazel. Hij liet z'n zoons vaak achter en ging ervan uit dat Dean voor zichzelf en Sam zorgde. Hoewel Dean op de hoogte was van Johns jachtleven Sam niet. Toen hij het dagboek van John las, kwam hij erachter en vanaf dat moment is er altijd een rift geweest tussen John en Sam, die er niets mee te maken wilde hebben. Na de zoveelste ruzie vertrok Sam uit huis en keek niet meer om.
John is altijd verdergegaan met Dean om te jagen en het opsporen van Azazel, tot hij op een solotrip verdween. Hierdoor herenigden Dean en Sam zich weer om hem te vinden. John bleek al die tijd niet vermist te zijn, maar Azazel eindelijk op het spoor te zijn en wilde niet dat Dean en Sam er zich mee zouden bemoeien. Uiteindelijk sloten de twee zich toch aan bij hun vader en was Dean uiteindelijk de gene die Azazel zou vermoorden. John en z'n zoons waren betrokken bij een ongeluk waardoor Dean in een permanente coma terechtkwam. John besloot hierdoor een deal met Azazel te maken om Dean terug te brengen in ruil voor Johns ziel, iets wat Azazel heel graag wilde omdat John hem al jaren achterna zat. John werd afgevoerd naar de Hel, waar hij volgens de demon Alastair 100 jaar werd gemarteld, maar nooit toegaf aan het aanbod van Alastair. Toen Dean en Sam in 2007 de poort naar Hel opende wist John eruit te komen en werd naar de Hemel gestuurd.
John was tot de dood van z'n vrouw een liefdevolle man die altijd een beetje een sukkeltje was en niets van het bestaan demonen af wist. Na de dood van Mary veranderde hij in een wraaklustige, bittere man die altijd ruzie zocht met z'n zoons, en dan vooral Sam. Hoewel hij z'n best deed om dat later goed te maken, eindigde het toch altijd weer in een gevecht.
John werd gespeeld door Jeffrey Dean Morgan, en door Matt Cohen als twintiger.

## Bobby Singer
Bobby Singer is een oude vriend van John en tevens een jager. Zijn vrouw is vermoord door demonen en sindsdien is hij bezig met het opsporen en vermoorden van duistere wezens. Hij kent Dean en Sam al sinds ze klein waren, maar verdwijnt de laatste jaren uit hun leven doordat John ook meer afstand neemt. In 2006 schiet Bobby hen weer te hulp en blijkt een heel huis vol te hebben staan met Latijnse boeken, wapens en vallen voor demonen. Hij heeft ook 5 verschillende telefoonlijnen die gelabeld staan als "Bobby, FBI, Homeland Security, CIA en Detective Singer", voor noodgevallen als Dean en Sam hulp nodig hebben om te bevestigen dat ze agenten zijn. Sinds 2006 helpt Bobby hen regelmatig en helpt hen ook met het opsporen van de Colt, en geweer dat elke demon kan vermoorden. Hij vergezelt hen enkele keren op jachttrips en bewijst keer op keer dat hij nog altijd een betere jager is dan de twee bij elkaar. Nadat de poort naar Hel werd geopend door Sam, werd Bobby bezeten door een demon en werd bevolen Dean te doden. Bobby bleek sterker te zijn dan de demon, en stak uiteindelijk zichzelf neer om zich te bevrijden van de demon. Hierdoor eindigt Bobby in een rolstoel.
Bobby is een rustige man op leeftijd die goed overweg kan met elk wapen of Latijns boek en een enorm geheugen heeft over allerlei wezens die er buiten rond lopen. Hij heeft onder huis een zogenaamde "panicroom" zitten die op geen enkele mogelijkheid betreden kan worden door demonen. Hij is als een vader voor Dean en Sam en doet dan ook alles voor ze.
Bobby wordt gespeeld door Jim Beaver, en is vernoemd naar de Executive Producer van Supernatural Robert Singer.

## Ruby
Ruby is op het moment dat we haar leren kennen een blonde, vechtlustige vrouw die Sam te hulp komt tijdens een gevecht. Als ze elkaar later weer zien onthult ze haar ware aarde, dat van een demon. Ze was ooit een heks, ten tijde van de Pest, maar werd op een gegeven moment naar Hel gestuurd, waar ze een demon werd. Desondanks heeft ze een hekel aan mededemonen en wil liever in vrede en rust op aarde kunnen leven. Ze biedt daarom ook haar hulp aan aan Sam en Dean, niet alleen om alle demonen die zijn vrijgelaten terug te halen, maar ook om Dean onder z'n contract met de Crossroad Demon uit helpen te komen. Hoewel Sam haar in eerste instantie niet vertrouwt, leert hij haar beter kennen en ontdekt dat de duistere kant van hem naar buiten kan komen wanneer hij bij haar is. Dean en Bobby zijn minder goedgelovig en weigeren dan ook om Ruby toe te laten bij hun jachttripjes en geheimen. Met de tijd leert Dean dat het beter is om Ruby toch toe te laten, zeker als ze meer te weten komt over zijn contract. Op de dag van het verlopen daarvan wordt Ruby echter bezeten door Lillith, en zorgt ervoor dat de hellehonden toegang hebben tot Dean en hem meenemen naar Hel. Hierna verlaat Lillith Ruby's lichaam en lijkt ze dood te zijn.
Echter, Ruby duikt later weer op, dit keer in een ander lichaam, en helpt Sam om over de dood van Dean heen te komen en om te gaan met z'n nieuwe krachten en het ontwikkelen daarvan. Sam wordt steeds sterker. Wanneer Dean weer tot leven wordt gewekt wil hij Ruby nergens bij in de buurt hebben en beschuldigt haar ervan dat hij in Hel zat. Ruby neemt afstand als ze ontdekt dat Engelen op aarde zijn gearriveerd, maar biedt later toch haar hulp aan wanneer een Engel van Grace, Anna Milton, achterna wordt gezeten door demonen. Ruby blijkt later echter al die tijd in een complot te hebben gezeten om Lucifer te bevrijden. Wanneer Dean en Sam dit ontdekken, vermoorden ze haar.
Ruby is een vechtlustig persoon die weinig medeleven toont voor zowel demonen als mensen. Ze lijkt een zwakke plek te hebben voor de Winchesters, met name Sam, omdat hij net als haar een mens was, maar tegenwoordig om moet gaan met het feit dat hij een duistere kant lijkt te hebben. Ze heeft een dolk die elke demon, ongeacht z'n macht, kan vermoorden.
Ruby werd in seizoen 3 gespeeld door Katie Cassidy, en in seizoen 4 door Genevieve Padalecki .

## Bela Talbot
Bela wordt geïntroduceerd in de tweede aflevering van seizoen 3, waar ze een behendige dief blijkt te zijn die de broers regelmatig te slim af is. Ze is een mens, maar op de hoogte van het duistere gespuis in de wereld en maakt hier handige gebruik van door de bovennatuurlijke zwarte markt af te struinen, op zoek naar waardevolle items om er geld aan te verdienen. Ze steelt regelmatige dingen van Dean en Sam, zoals de Colt en een "rabbit foot", en lopen elkaar vaak tegen het lijf.
Op 14-jarige leeftijd maakte Bela een deal met de Crossroad Demon om haar ouders, die haar mishandelde, te vermoorden. Op de dag dat ze Dean de Colt afhandig maakt, is ook de dag dat haar contract verloopt. Voordat het middernacht is, vertelt ze Dean dat Lillith alle contracten, en dus ook de zijne, vasthoudt. Dan slaat de klok middernacht en wordt ze opgehaald door de hellehonden.
Bela werd in seizoen 3 gespeeld door Lauren Cohan. Door negatieve reacties van de fans is ze eerder uit de serie geschreven dan in eerste instantie de bedoeling was.

## Castiel
Castiel is een engel van God die in de zomer van 2008 bevolen werd om Dean uit de hel te halen. Hij brengt later een bezoekje aan Dean en Bobby en brengt Dean het nieuws over zijn vrijlating en dat hij nodig is om Gods werk te doen. Dat de engelen een stuk minder pluizig en lief zijn dan in eerste instantie werd gedacht, wordt al snel duidelijk als blijkt dat de engelen gevoelloze wezens zijn, bezit nemen van mensen op aarde en zwarte vleugels hebben in plaats van witte. Ze staan onder het bevel van God, hoewel sommige Hem maar echt hebben gezien.
Castiel komt regelmatig langs bij Dean en Sam om hen een opdracht te geven en hen op de hoogte te brengen van de zegels die door Lillith gebroken worden. Castiels laatste bezoekjes worden vergezeld door een tweede engel, genaamd Uriel, nog een stukje koeler en hartelozer dan Castiel. Hij neemt het roer over en heeft geen persoonlijke interesse in Dean en Sam. Castiel onthult later dat Uriel werd meegestuurd omdat Castiel menselijke gevoelens begon te ervaren en om de broers begon te geven, iets wat verboden is als engel-zijnde. Hij vertelt dat hij emoties als twijfel en schuld niet kent, en toch weet hij hoe het voelt.
Castiel is een koude en gewetenloze engel die slechts zijn opdracht uitvoert en verder geen vragen stelt. Hij heeft 2000 jaar lang geen voet gezet op aarde, en is sinds zijn terugkomst echter zeer overweldigd door alle emoties die mensen met zich meedragen. Hij raakt kwetsbaarder voor het welzijn van Dean, en besluit dan ook uiteindelijk om zich tegen de rest van de engelen te keren en Dean te helpen. Door Castiels gedrag en onbegrip van vele menselijke emoties, ontstaan er vaak hilarische situaties.
Castiel wordt sinds seizoen 4 gespeeld door Misha Collins. Na onverwacht veel positieve reacties van fans werd Collins' contract verlengd en was hij vanaf seizoen 5 als vaste acteur te zien.

## Adam Milligan
Adam Milligan is een jongen in z'n late tienerjaren die altijd alleen met z'n moeder heeft geleefd. Zijn vader is John Winchester, en dus is hij de halfbroer van Dean en Sam, die tot voor kort geen idee hadden dat ze nog een broer hadden. Adam vraagt hen op een dag om hulp omdat zijn moeder spoorloos is verdwenen, en de broers vertellen Adam dat ze familie van elkaar zijn. Ze lichten hem ook in over het leven van een jager en proberen Adam wat trucjes bij te leren voor het geval hij het ooit nodig zal hebben. Dean ontdekt al snel dat Adams moeder dood is en gaat verder uit op onderzoek, terwijl Sam bij Adam blijft, die al snel niet Adam blijkt te zijn, maar een Goul; een demon die mensenvlees eet om vervolgens hun vorm aan te nemen. De twee broers verslaan de Goul en verbranden vervolgens Adams lichaam, omdat Dean vond dat Adam als een echte jager had gevochten.
Een jaar later is Castiel getuige van Adams heropwekking en beschermt hem gelijk tegen de andere Engelen, die Adam als plan B willen gebruiken omdat Dean weigert de gastheer te worden van Michael. Zachariah weet Adam toch op te sporen en neemt hem mee, waar Adam ontdekt dat het een val is om z'n broers "ja" te laten zeggen. Dean en Sam arriveren, en nadat Zachariah Michael heeft opgeroepen, doodt Dean Zachariah en weet met Sam te ontsnappen. Adam is te laat en wordt hoogstwaarschijnlijk meegenomen door Michael. Dean en Sam maken later de belofte dat ze hem zullen vinden en beschermen.
Weken later, wanneer Sam ook "ja" heeft gezegd tegen Lucifer, wachten hij en Dean elkaar op bij een verlaten weg, en ook Michael, die Adams lichaam heeft overgenomen, wacht hen op. Terwijl Lucifer op Dean inslaat, weet Sam weer controle over z'n lichaam te krijgen. Hij opent de poort naar Hel en springt erin. Wanhopig om z'n broer te redden, springt Michael achter hem aan. Later blijkt dat Sam al uit de Hel heeft weten te ontsnappen, maar Michael, samen met Adam, zit hoogstwaarschijnlijk nog beneden.
Adam Milligan wordt sinds seizoen 4 gespeeld door Jake Abel.

## Anna Milton
Anna Milton is een vrouw in de twintig die sinds enkele weken in een psychiatrische inrichting zit. Ze is opgenomen omdat ze stemmen hoort die er niet zijn. Demonen krijgen er lucht van en beseffen al snel dat Anna gesprekken van Engelen opvangt. Dit kan hen van pas komen om zo meer zegels te breken, en ze zetten een klopjacht op om Anna te vinden. Dean en Sam worden door Ruby op de hoogte gebracht en weten Anna mee te nemen en te beschermen. Demonen blijken echter niet de enige te zijn, ook Castiel en Uriel zitten achter haar aan. Tijdens een seance met helderziende Pamela ontdekt Anna dat ze ooit een Engel was, maar uiteindelijk besloot de vallen van Grace en als mens herboren werd op aarde.
Anna besluit haar Grace te vinden om zo terug te kunnen keren naar de Hemel en deel uit te maken van het plan om Lucifer te stoppen. Voordat dit begint, brengen zij en Dean samen de nacht door, en gaan daarna op zoek. Haar Grace blijkt echter al te zijn gevonden door Uriel, die van plan is om het te vernietigen. Tijdens een gevecht tussen Castiel, Uriel en Alastair weet Anna haar Grace te pakken en keert terug naar de Hemel, en neemt direct Alastair mee in de vernietiging. Weken later keert ze terug om Castiel ervan te weerhouden om Dean z'n marteltechnieken toe te laten passen op Alastair, die terug is gekeerd. Castiel vraagt haar later om hulp omdat hij "voor de eerste keer in mijn leven, overweeg ik ongehoorzaam te zijn." Anna redt hem later van Uriel die zich tegen de Engelen heeft gekeerd en niet langer meer in God gelooft.
Anna wordt sinds seizoen 4 gespeeld door Julie McKniven.

## Uriel
Uriel is net als Castiel een Engel die naar aarde is gekomen voor het grote gevecht. Hij wordt meegestuurd met Castiel naar de Winchester Broers om het bestuur over te nemen, wanneer Castiel menselijke emoties begint te krijgen. Hij is harteloos en koel en dreigt Dean meerdere malen om Sam te vermoorden als hij niet mee werkt. Uriel begrijpt niets van Castiels conflicten met zichzelf en is ook de gene die van plan is om Anna te vermoorden.
Wanneer er Engelen aan de lopende band worden vermoord, wordt Alastair gevangengenomen en gemarteld voor antwoorden. Z'n val wordt vernietigd door een onzichtbare kracht en hij slaat Dean het ziekenhuis in en stuurt Castiel bijna terug naar de Hemel. Uriel komt dan tevoorschijn en blijkt achter de moorden en Alastairs vrijlating te zitten. Hij vraagt Castiel om zich bij hem te voegen, maar Castiel reageert door een gevecht te beginnen. Wanneer Uriel op het punt staat om Castiel te vermoorden, wordt hij zelf doorboord door Lucifers zwaard, het enige object wat een Engel kan doden. Anna is de gene die dit doet en redt hiermee Castiels leven.
Uriel werd gespeeld door Robert Wisdom.

## Zachariah
Zachariah is een Engel die geen waarde hecht aan mensen en hun welzijn. Hij wordt voor het eerst naar de Winchesters gestuurd om te ontdekken hoe sterk precies hun band met elkaar is, en of ze samen sterk genoeg zijn om een eventuele Apocalypse te stoppen. Hij bezoekt de broers hierna regelmatig, voornamelijk om hen te controleren en om te kijken of Castiel nog wel z'n opdracht goed uitvoert. Zachariah is ook de gene die verantwoordelijk is voor de tijdelijke verdwijning van Castiel, waarna hij compleet veranderd lijkt te zijn. Wanneer Castiel na het openen van de Helpoorten dood lijkt te zijn, besluit Zachariah zijn taak over te nemen, maar brengt vervolgens alleen maar het nieuws aan Dean en Sam dat Dean een gastheer is voor de Engel Michael.
Zachariah is een engel die overal lak aan heeft en liever z'n eigen opdrachten uitvoert in plaats die van anderen. In eerste instantie lijkt hij nog redelijk vatbaar te zijn voor een onderhandeling, maar later blijkt dat Zachariah bij de groep Engelen hoort de Apocalypse willen zien gebeuren omdat alles dan misschien eens zal veranderen.
Zachariah wordt sinds seizoen 4 door Kurt Fuller gespeeld.

## Gabriel
In seizoen 2 komen Dean en Sam voor het eerst in aanraking met de Trickster (De Goochelaar), die hen steeds in een wereld vol illusies lokt. Nadat de broers hieruit weten te ontsnappen, maken ze een plan om de Trickster uit te schakelen. Dean krijgt het voor elkaar om de Trickster neer te steken en te vermoorden. Wanneer de broers weg zijn, blijkt de Trickster die neer werd gestoken slechts een illusie te zijn, en verschijnt de echte Trickster. Een jaar later komen ze weer in contact met hem, die de broers vast zet in een tijdlus waarin Dean elke keer weer sterft. Sam ontdekt een gat in de lus en confronteert de Trickster, die toegeeft dat hij er achter zit, en verbreekt de tijdlus.
In seizoen 5 worden Dean en Sam vastgezet in een tv wereld, waarin ze meespelen in variaties op CSI, Grey's Anatomy en  Knight Rider. Ze weten bijna direct dat de Trickster er weer achter zit, maar ondanks enkele ontmoetingen zijn ze niet in staat hem te pakken te krijgen. Pas wanneer Dean een waarschuwing van Castiel herinnert, beseffen de broers dat de Trickster een veel machtiger wezen is dan ze in eerste instantie dachten, en weten hem uiteindelijk vast te zetten in een brandende cirkel van heilig olie. Hier geeft de Trickster toe dat hij eigenlijk de Arch Engel Gabriel is, en de andere Engelen de rug toe heeft gekeerd omdat hij er moe van werd om ze altijd maar met elkaar te zien vechten. Dean laat Gabriel vervolgens vrij uit z'n val, maar beschuldigd hem ervan dat Gabriel simpelweg te bang is om tegen z'n familie in te gaan, en zich daarom verschuilt achter het imago van een Trickster. Enkele maanden later komen Dean en Sam vast te zitten in een hotel dat wordt gerund door Goden, die van plan zijn om de broers als onderhandelingen te gebruiken om zo de Apocalypse te voorkomen. Gabriel schiet de broers te hulp en helpt hen de andere gasten te bevrijden. Lucifer daagt vervolgens op en heeft Gabriels spelletje door en vermoordt hem. Dean en Sam ontdekken later een film die Gabriel heeft gemaakt, waarin hij hen uitlegt dat ze Lucifer niet kunnen doden, maar hem wel terug in hel kunnen vastzetten. Hiervoor hebben de ringen van de 4 Horsemen nodig.
Gabriel werd van seizoen 2 tot seizoen 5 door Richard Speight Jr. gespeeld.

## Chuck
Chuck Shurley is een personage dat in seizoen 4 aan bod komt, wanneer Dean en Sam ontdekken dat hun avonturen door iemand zijn vastgelegd op papier, en uit zijn gebracht als boeken. Wanneer de broers Chuck een bezoekje brengen, blijkt hij nooit getuige van hun acties te zijn geweest, maar het altijd in zijn dromen heeft gezien. Niet veel later komt Castiel en onthult hij dat Chuck een profeet is die van groot belang is voor de aankomende Apocalypse. De demonen weten hiervan af, maar kunnen hem niet vermoorden omdat Chuck beschermd wordt door een Engel zo machtig dat zelfs Lucifer het niet aandurft Chuck te doden. Wanneer Dean en Sam het gevecht met Lucifer aangaan, besluit Castiel, die zijn broers de rug heeft toegekeerd, het gevecht aan te gaan met de Engel van Chuck, om zo Chuck in veiligheid te brengen.
Chuck lokt maanden later de broers naar de eerste Supernatural Conventie, waar fans van over de hele wereld samen komen, en per ongeluk in ene hotel komen te logeren waar het spookt. Chuck laat hier voor het eerst zien dat hij geen sukkelige schrijver meer is, wanneer hij de geest uiteindelijk zelf verjaagd.
In de laatste aflevering van seizoen 5 "Swan Song", narreert Chuck de aflevering, en tegen het eind aan, vertelt hij Dean over de plaats waar het slagveld zal plaatsvinden tussen Michael en Lucifer, ondanks dat de Engelen niet willen dat Chuck dit onthult. Nadat het gevecht over is, informeert hij de kijkers over het verloop van Deans leven, en glimlacht dan eventjes voordat hij oplost in het niets. Het wordt geïmpliceerd dat Chuck in werkelijkheid al die tijd God was, en niet een profeet.
Chuck werd in seizoen 4 en 5 gespeeld door Rob Benedict.